# Francisco Antonio de Alarcón y Céspedes
Francisco Antonio de Alarcón y Céspedes (Madrid, s. XVII) va ser un estudiós, noble i polític castellà.
Fill segon de Luis de Alarcón, servidor del rei a la cort de Madrid i membre del Consell d'Hisenda, i d'Antonia de Céspedes.
Cavaller de l'orde de Sant Jaume, va estudiar com a membre del Col·legi de l'Arquebisbe Fonseca de la Universitat de Salamanca, en acabar va exercir en el càrrec de jutge metropolità nomenat per l'arquebisbe de Santiago de Compostel·la Maximiliano de Austria. Des d'allà, va seguir destacant en els estudis i després d'haver opositat i ocupat diverses càtedres, va entrar a servir com a alcalde dels Hijosdalgo de la Cancelleria de Valladolid, on va ser, a més, consultar del tribunal de la Inquisició. Després va passar a ser oïdor de la Reial Audiència de Granada, des d'on el rei Felip IV el va enviar a Nàpols per esbrinar alguns afers que s'oposaven al virrei Pedro de Girón, duc d'Osuna, i que va deixar tant al monarca com al virrei. Altrament va ser membre del Consell d'Índies i de Castella, i aleshores va ser enviat de nou a Nàpols amb motiu d'una visita general al regne. Va ocupar el càrrec del Consell de Cambra del rei, i va assistir a algunes importants juntes de l'època. Posteriorment va governar el Consell d'Hisenda, amb preeminències de president i pels seus encerts, finalment, el rei el va nomenar president del consell; també la reina Isabel de Borbó li va reconèixer una gran estima fent-lo un dels seus testamentaris.
Va casar-se amb Luisa de Guzmán, natural de Madrid, si bé la família era originària de Conca, filla del cavaller i mestre de l'orde de Calatrava Luis de Guzmán, regidor perpetu a Conca, i Mariana Muñoz de Piqueras. Van tenir diversos fills: Antonio, cavaller de l'orde de Calatrava; Luisa, casada amb el segon comte de Valverde; Antonia, casada amb un dels fills del comte del Puerto, i Francisca, morta jove.